# Jules Lavirotte

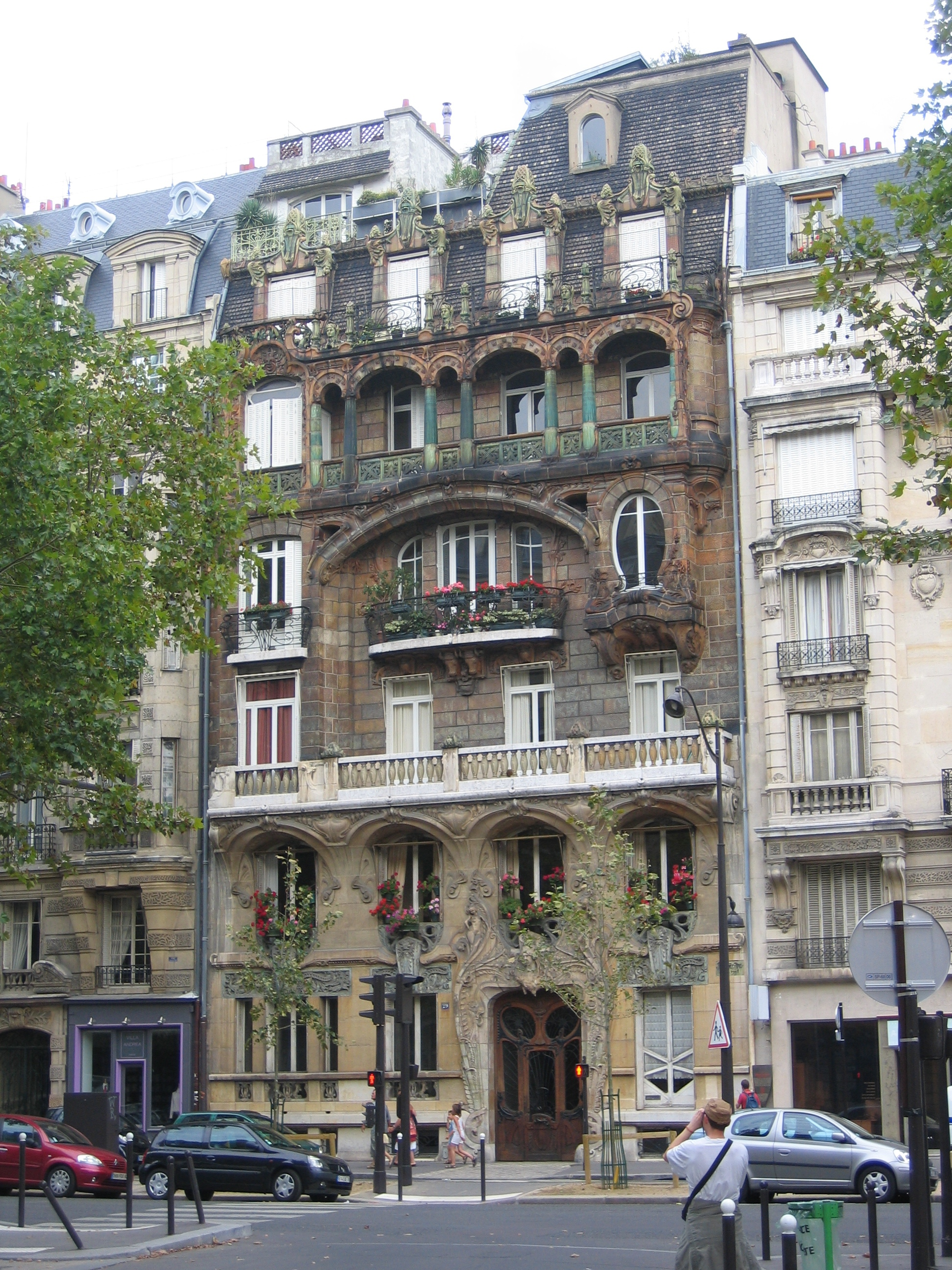
A Lavirotte-ház a Rapp sugárút 29. alatt Párizsban

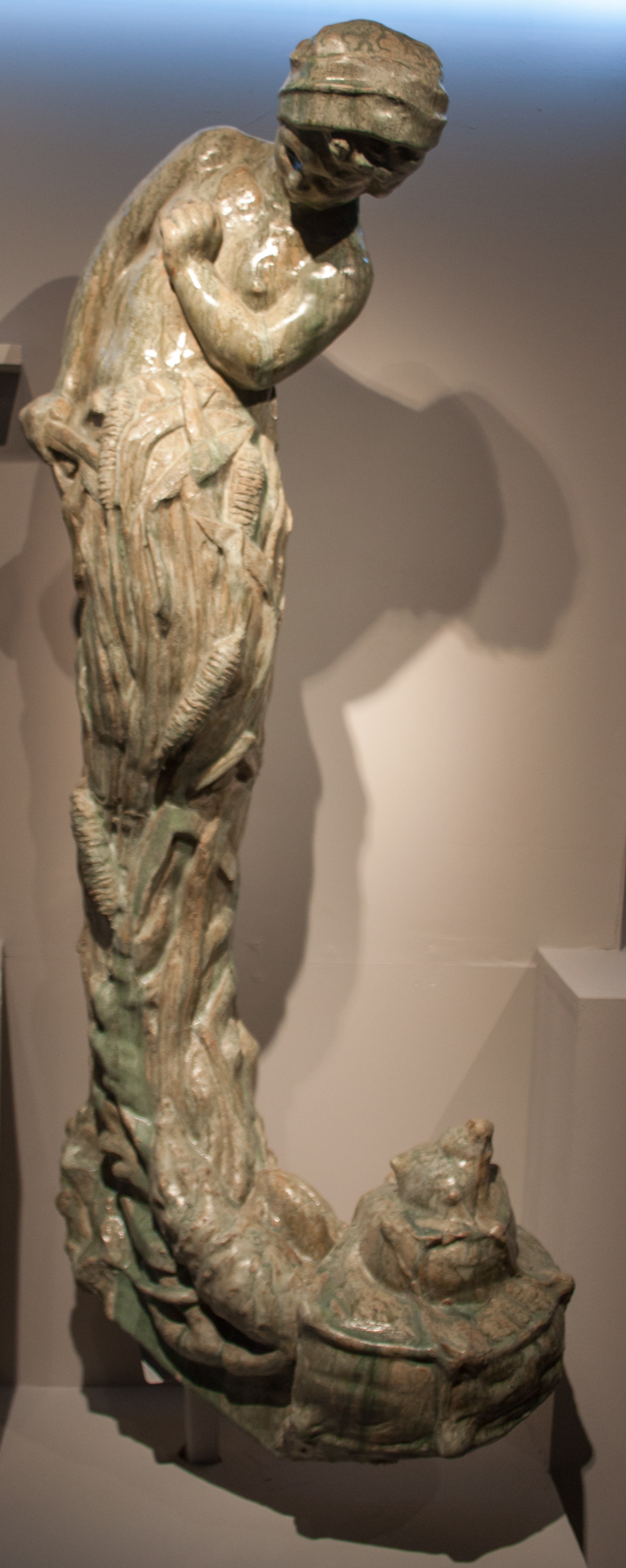
A lépcsőkorlát alját lezáró szobor a Rapp tér 3 alatti házban

Jules Joseph Aimé Lavirotte (Lyon, 1864. március 25. – Lyon, 1929. március 1.) a szecesszió stílusában alkotó francia építész.

## Élete és munkássága
Tanulmányait Lyonban kezdte az ottani szépművészeti iskolában (École des Beaux-Arts), majd Párizsban folytatta, Paul Blondel műtermében.
Jules Lavirotte a szecesszió egyik legeredetibb, legtöbb képzelőerővel alkotó építőművésze. Alexandre Bigot keramikussal együttműködve épületeit túlburjánzó, már-már erotikus szimbolizmussal díszítette. Burkolólapként általában kőcserepet alkalmazott. 
Párizs előkelő VII. kerületében és annak közvetlen környezetében ma is áll kilenc háza, amelyeken jól követhető stílusának fejlődése. A legnevesebb épületei a Rapp sugárút 29. szám alatti, valamint a Wagram sugárút 34. alatti épület, amit kerámia-háznak is hívnak. 1906-ban kissé megszelídült a stílusa, amint arról a Messina sugárút 23 alatt épült háza tanúskodik. 
Alkotó munkájában neves szobrászokkal dolgozott együtt, mint Théobald-Joseph Sporrer, Firmin Michelet, Alfred Jean Halou, Jean-François Larrivé és Léon Binet.
Három alkalommal nyerte el a Párizs városa által a legszebb homlokzatra kiírt díjat.
A Magyar Iparművészeti Múzeum 2013-as Bigot-pavilon című kiállításán számos eredeti épületeleme látható.

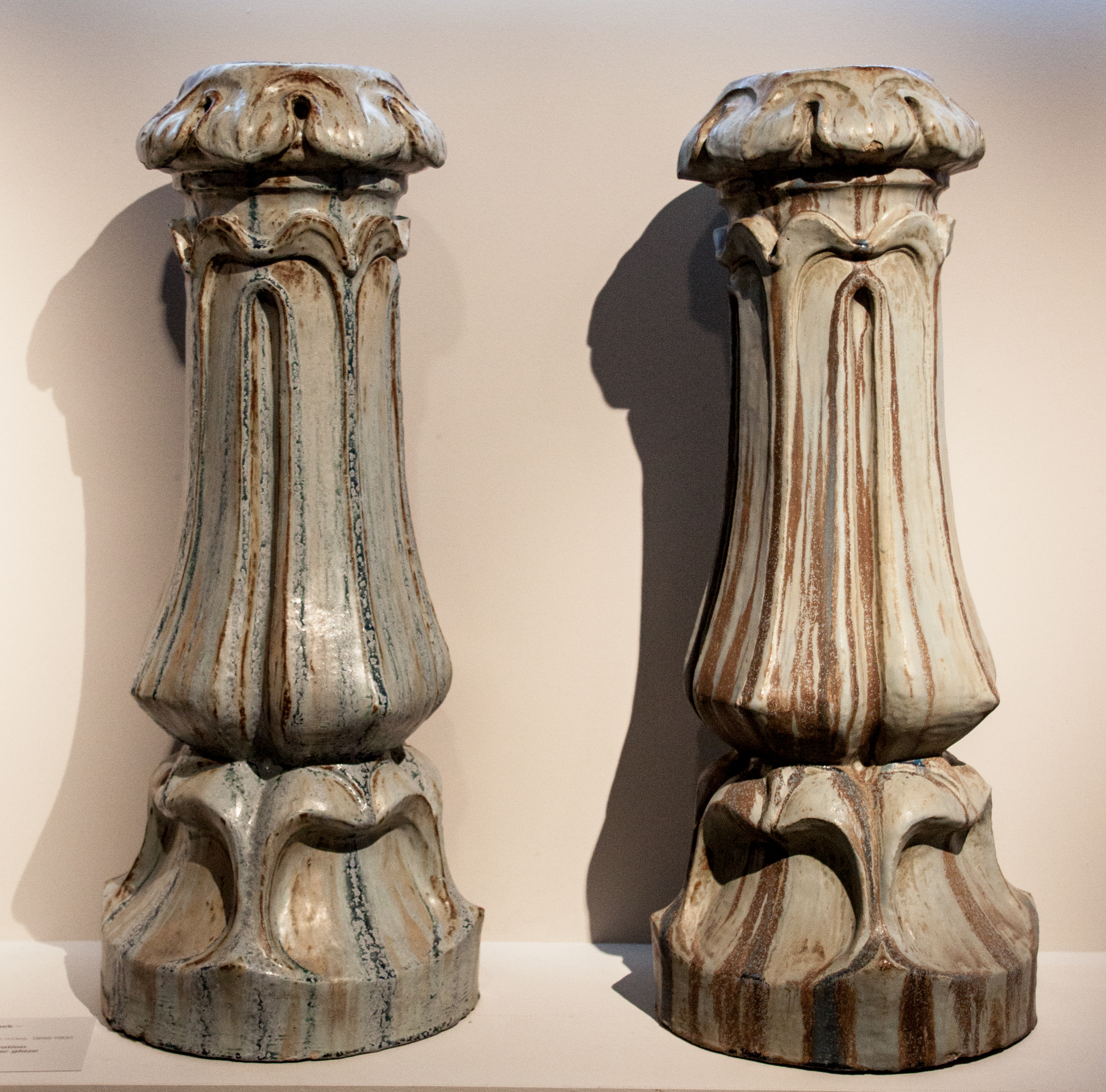
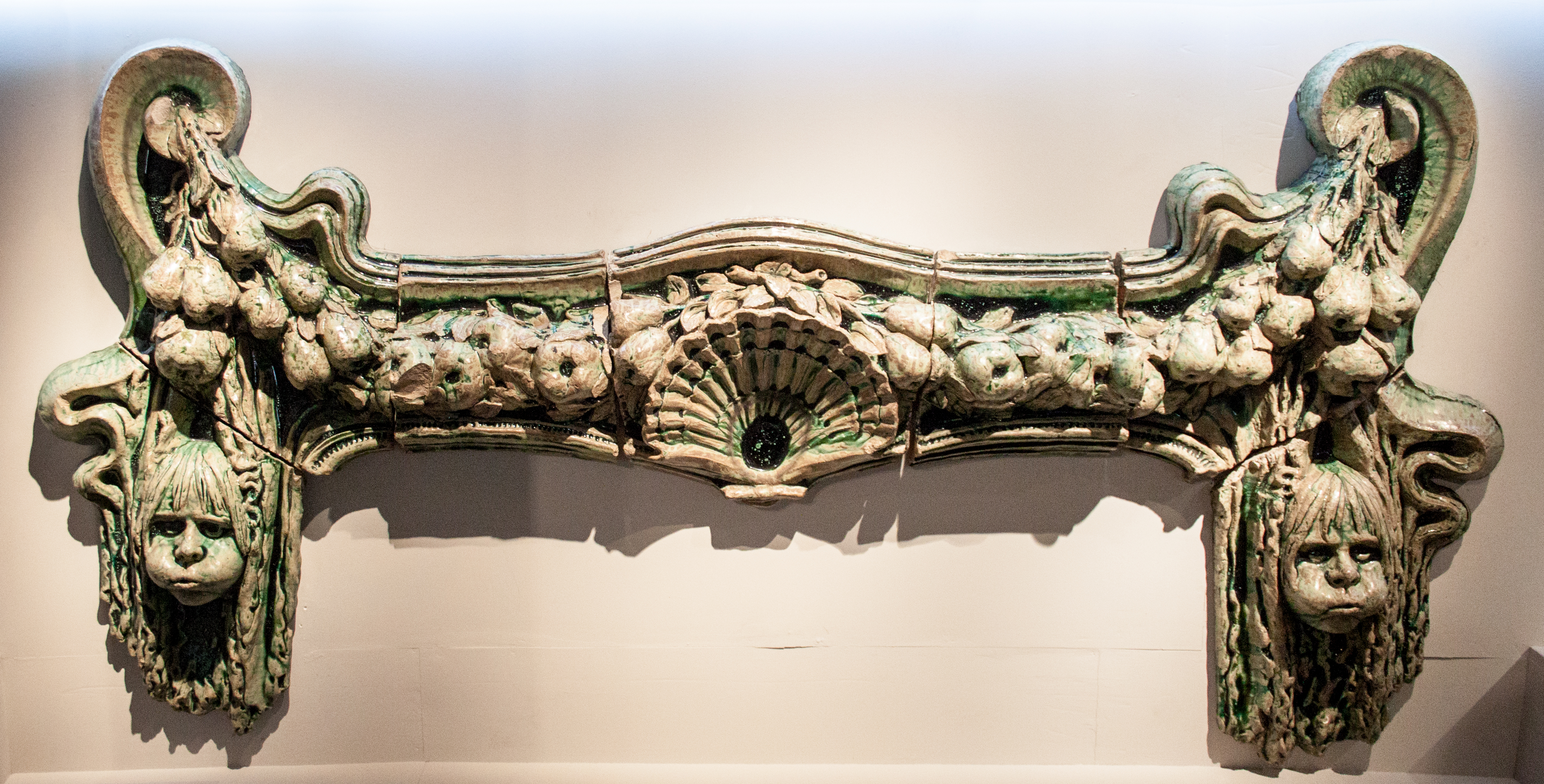
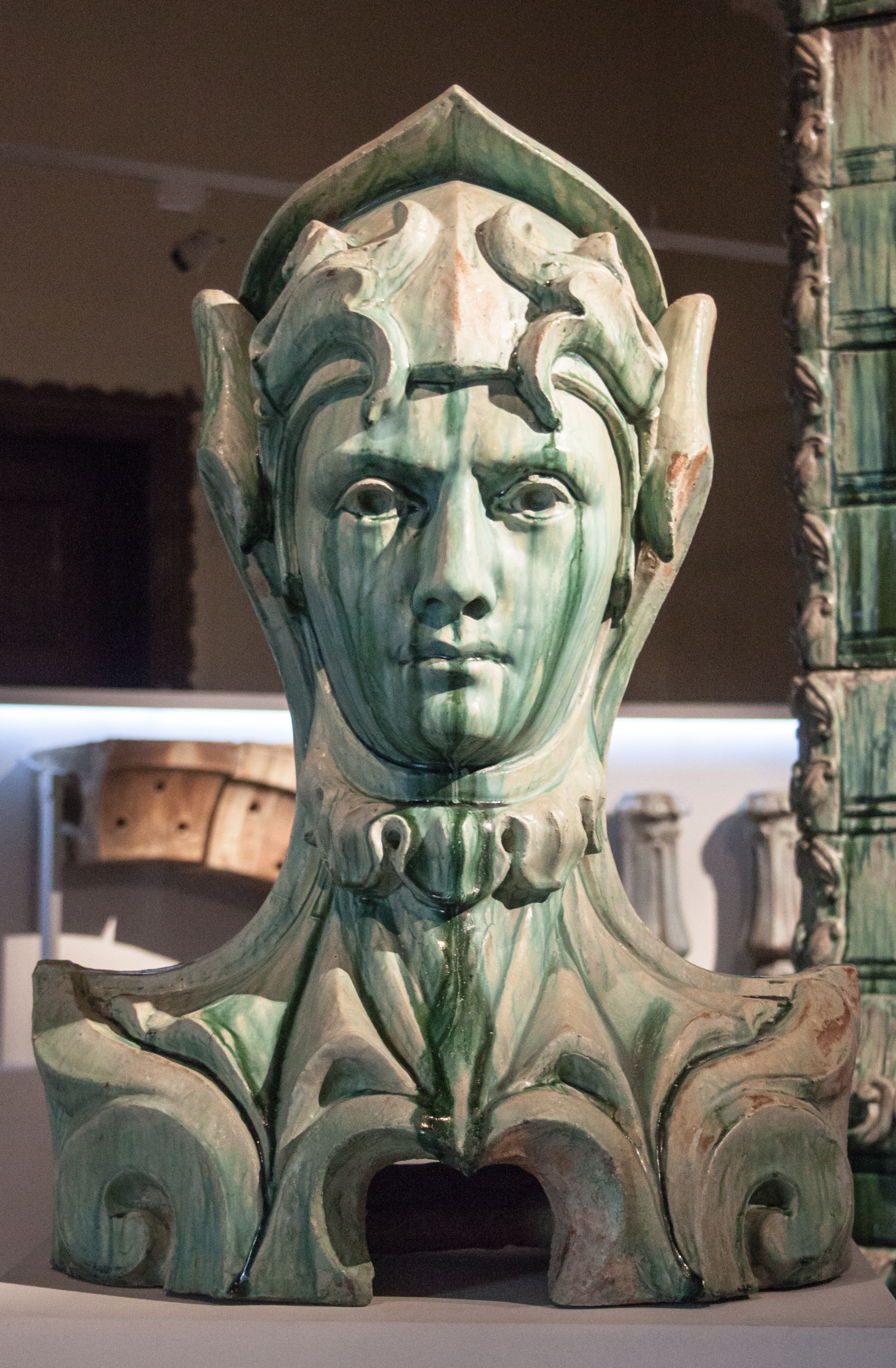
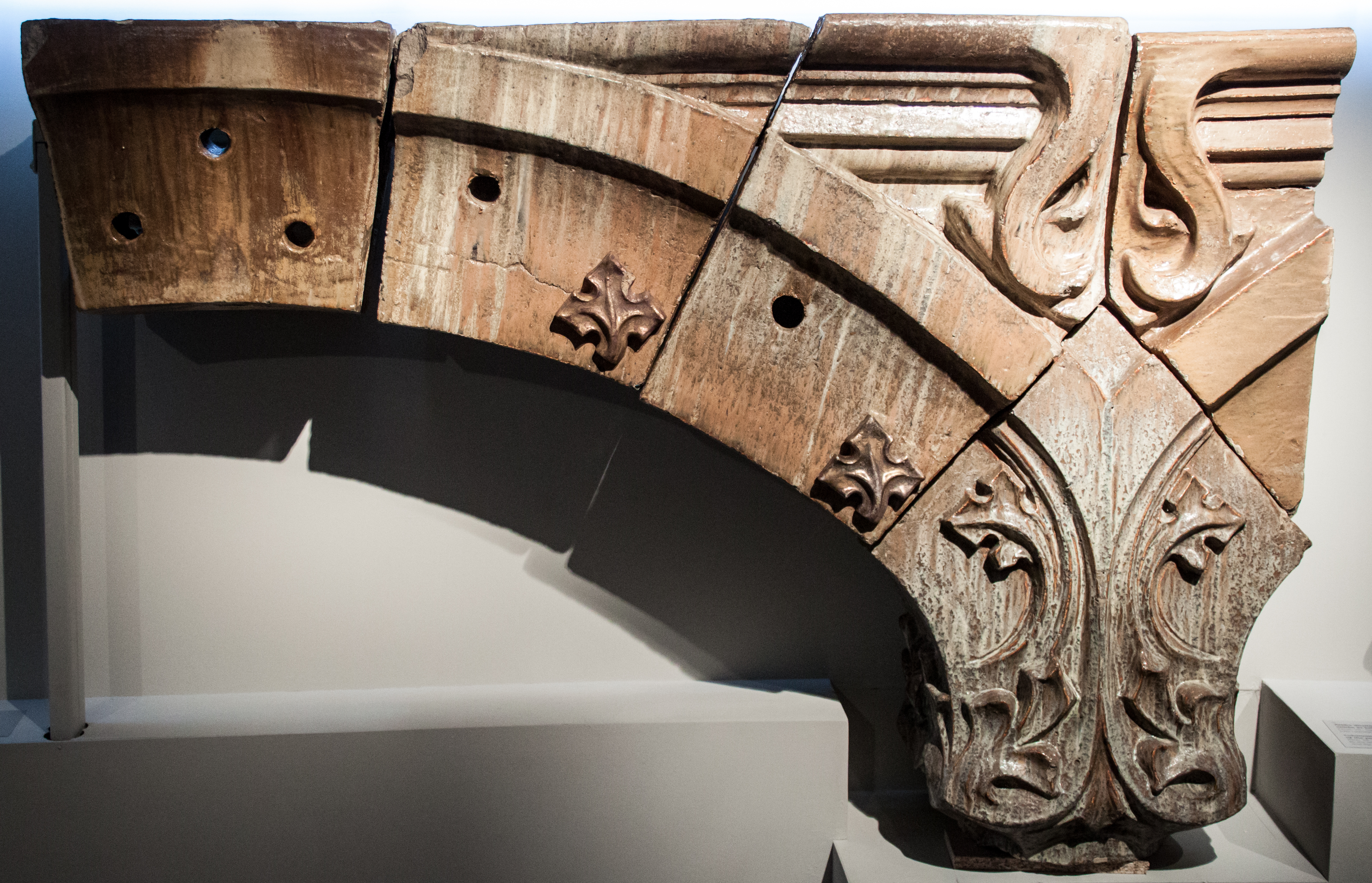
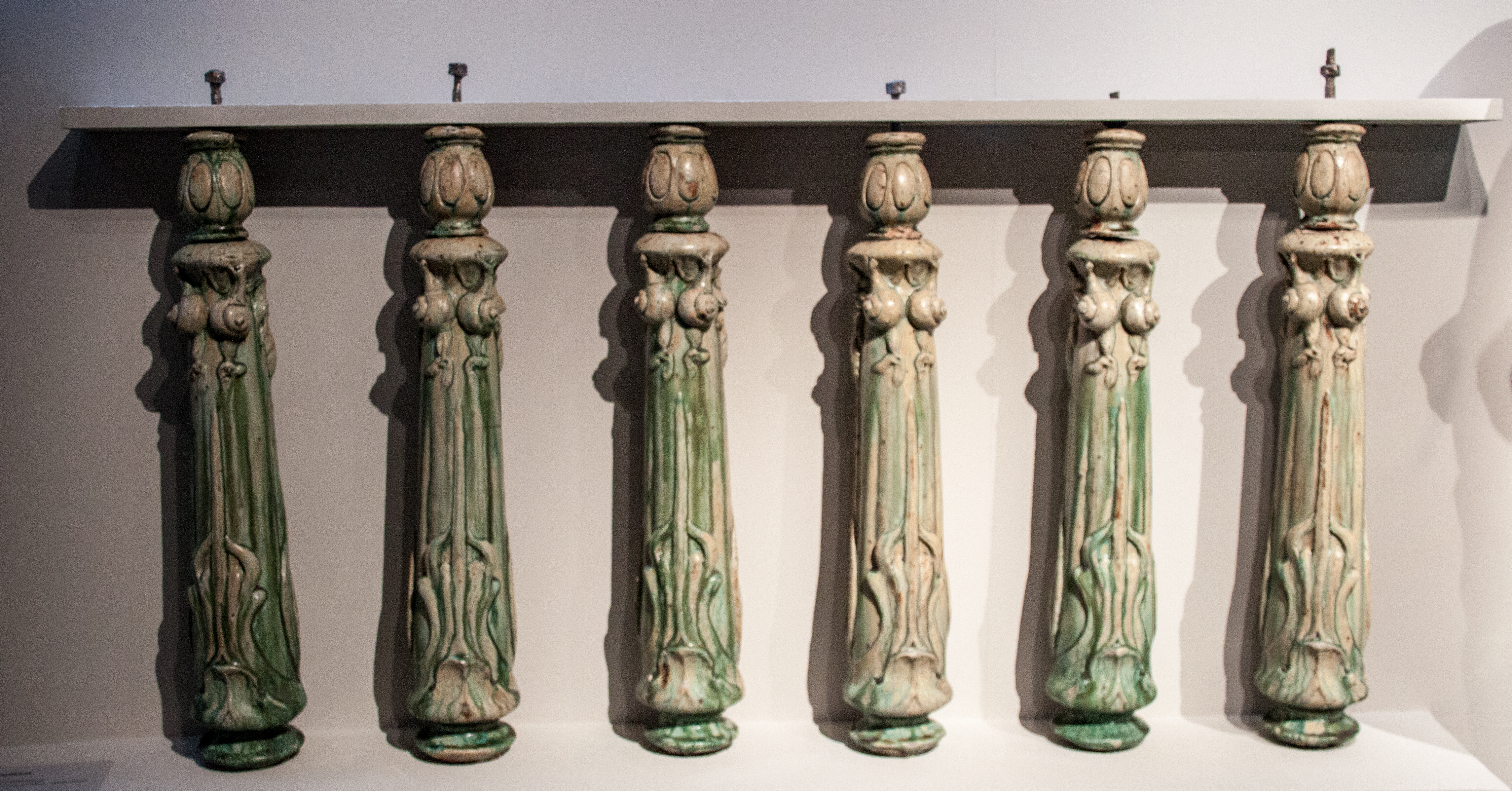